# Bactrocera aquilonis
Bactrocera aquilonis är en tvåvingeart som först beskrevs av May 1965.  Bactrocera aquilonis ingår i släktet Bactrocera och familjen borrflugor. Inga underarter finns listade.